# Cultura de Austria

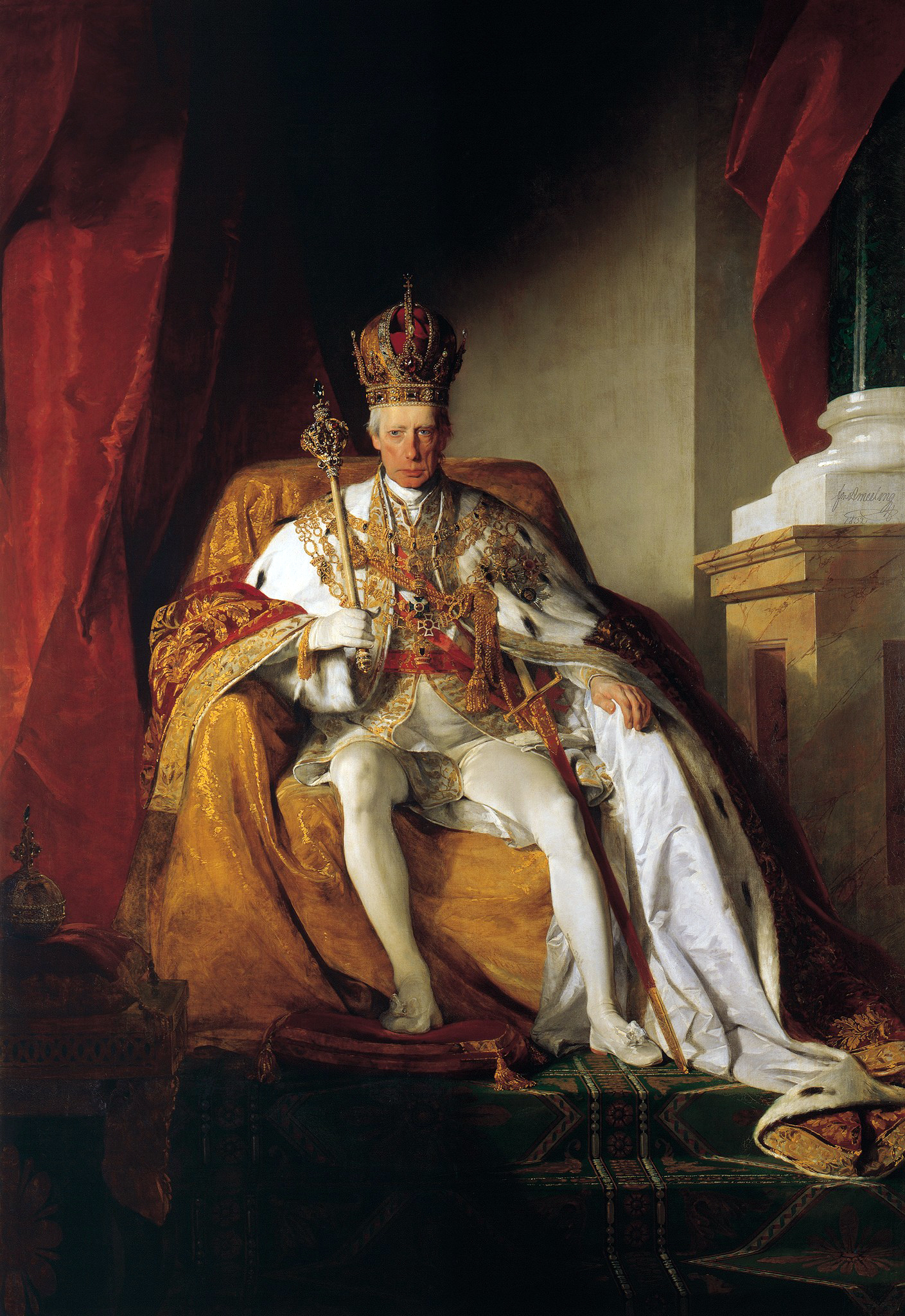
Francisco I de Austria (1832), emperador de Austria y monarca del Sacro Imperio Romano Germánico.

La cultura austriaca es la cultura creada a partir de costumbres, prácticas, códigos, normas, formas de vida y tradiciones existentes en la sociedad austriaca.

## Independencia
Aunque se suele asociar la cultura austríaca directamente con el germanismo y la cultura alemana, es de destacar que esta creencia es errónea, desde su separación del Sacro Imperio Romano Germánico, y antes con mucho más que ver con la cultura bávara que con el resto de Alemania, la cultura austríaca ha recibido montones de aportes eslavos, hecho que se simboliza perfectamente en el nombre del estado en el que más poderosos fueron los austríacos, el Imperio Austrohúngaro.

Otro hecho destacable es la cuestión religiosa, mientras que Alemania es desde la Reforma Luterana un país con una importante cantidad protestante, Austria le fue fiel desde su cristianización a la Santa Sede y al papa.

## Historia de Austria
Tras ser conquistado por los romanos, hunos, lombardos, ostrogodos, bávaros y francos, el territorio que hoy forma Austria estuvo bajo el dominio de los Babenberg desde el siglo X al XIII. Luego fueron sucedidos por la casa de los Habsburgos, la cual continuó gobernando en Austria hasta el siglo XX.

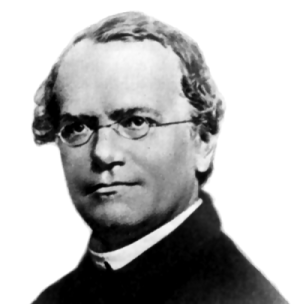
Gregor Johann Mendel, padre de la Genética.

Las Guerras Napoleónicas llevaron a la abolición del Sacro Imperio Romano Germánico, por lo que en 1806 fue fundado el Imperio austríaco. Tras la caída de Napoleón Bonaparte, Austria se unió a la Confederación Germánica. Durante el resto del siglo XIX, el Imperio Austriaco tuvo que disputarse la supremacía sobre el territorio germánico con Prusia, sufriendo su más grave revés en la guerra Austro-prusiana de 1866. En 1867 se creó la doble monarquía austrohúngara. En 1918 se convirtió en una república, que se mantuvo hasta que en 1934, el Canciller Engelbert Dollfuss estableció una dictadura.

## Educación

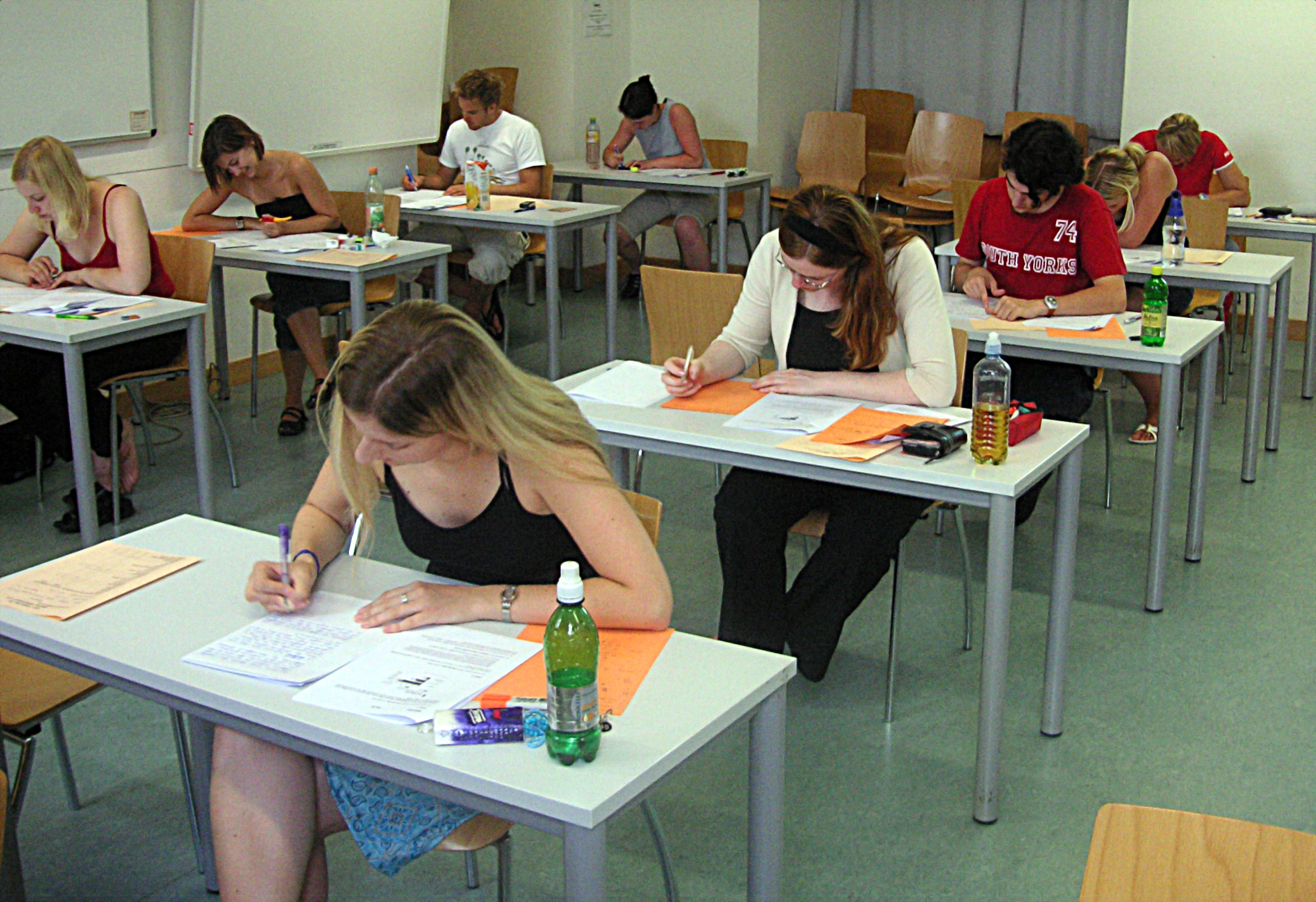
Estudiantes en un examen final en la universidad.

La emperatriz María Teresa I de Austria instituyó el «Reglamento General de Escuelas» en 1774, creando el sistema educativo austríaco. La educación obligatoria desde los ocho años de edad se introdujo en 1869. Actualmente, la enseñanza obligatoria dura nueve años.
Cuatro años conforman la educación primaria (Volksschule de los 6 a los 10 años), seguidas de la educación secundaria en una Hauptschule, o los primeros cuatro años del Gymnasium en una escuela intermedia. Cabe señalar que en las zonas rurales, no tienen a menudo una Hauptschule disponible, por lo que deben de asistir al Gymnasium.
Después de los 14 años de edad, los estudiantes tienen la primera opción real para hacer, sin importar dónde hayan asistido anteriormente. Pueden hacer un año en la Escuela Politécnica, calificándolos en la escuela de formación profesional como parte del aprendizaje, o pueden asistir a la Höhere Technische Lehranstalt (HTL), que son escuelas superiores técnicamente orientadas y con la característica única del sistema educativo austríaco. Finalizando la HTL, se puede utilizar el título de "Ing." (Ingeniero). Otra opción es la Handelsakademie, con enfoque contable y de administración de empresas. Por último, se encuentra el Gymnasium, que culmina con el examen de Matura como preparación final para la educación superior en la universidad. Existen otros tipos de escuelas que no son mencionadas aquí.
Como alternativa a la universidad existe la Fachhochschule austríaca, que tiene una orientación más práctica que la universidad, pero también provee un grado académico. Como parte del llamado Proceso de Bolonia, ha habido cambios tanto en las universidades como en las Fachhochschulen.

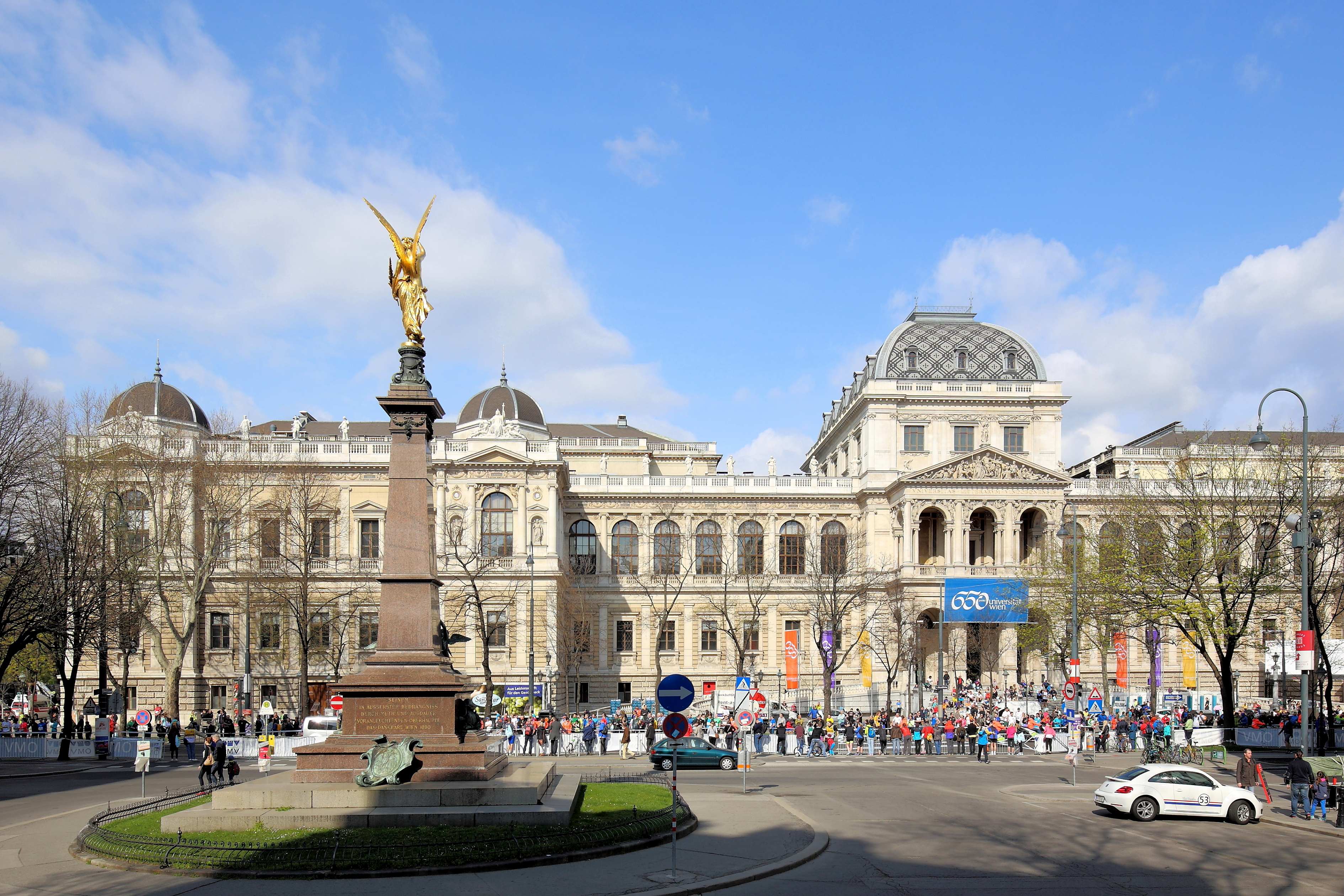
Fachada de la Universidad de Viena.

Las leyes federales imponen a nivel educativo la uniformidad entre todas las provincias, dentro del todo el sistema educativo. Todas las escuelas estatales son gratuitas. La Universidad de Viena, establecida en 1365, es la más antigua y grande del país. Una universidad más joven es la Universidad de Linz, que tiene un campus.

## Gastronomía

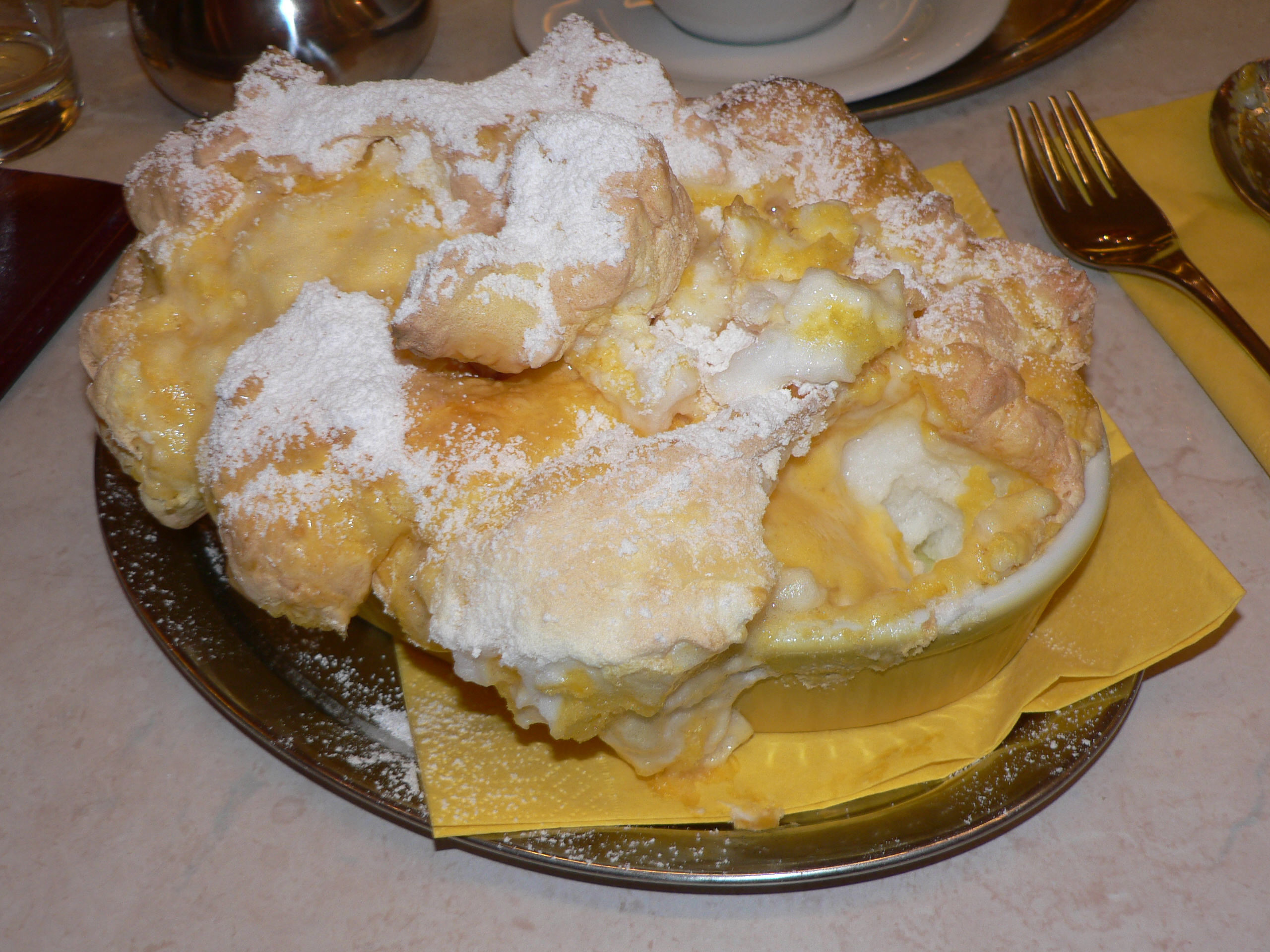
El Salzburgo Nockerl, el suflé regional.

La gastronomía austríaca, a menudo erróneamente comparada con la cocina vienesa, se deriva del Imperio Austrohúngaro. Además de ello, las tradiciones regionales nativas han tenido influencias húngaras, checas, judías e italiana; de las cuales a menudo se han tomado platos y modos de preparación, por ejemplo, el Goulash. La cocina austríaca es principalmente conocida por sus pasteles y dulces. Contemporáneamente, la gastronomía se ha centrado en los productos regionales, con modernos y fáciles métodos de preparación.
Todas las provincias austríacas poseen sus especialidades: en Baja Austria tienen las amapolas, en Burgenland la polenta, en Estiria la calabaza, por la gran cantidad de lagos de Carintia a las comidas con peces, en Alta Austria el dumpling cumple un rol fundamental, para Salzburgo el Salzburgo Nockerl que es un suflé famoso, Tirol posee su tocino tirolés, y Vorarlberg se encuentra influenciada por la vecina Suiza y la región de Suabia de Alemania tiene el queso suizo y el  Spätzle de Suabia.

### Cocina vienesa

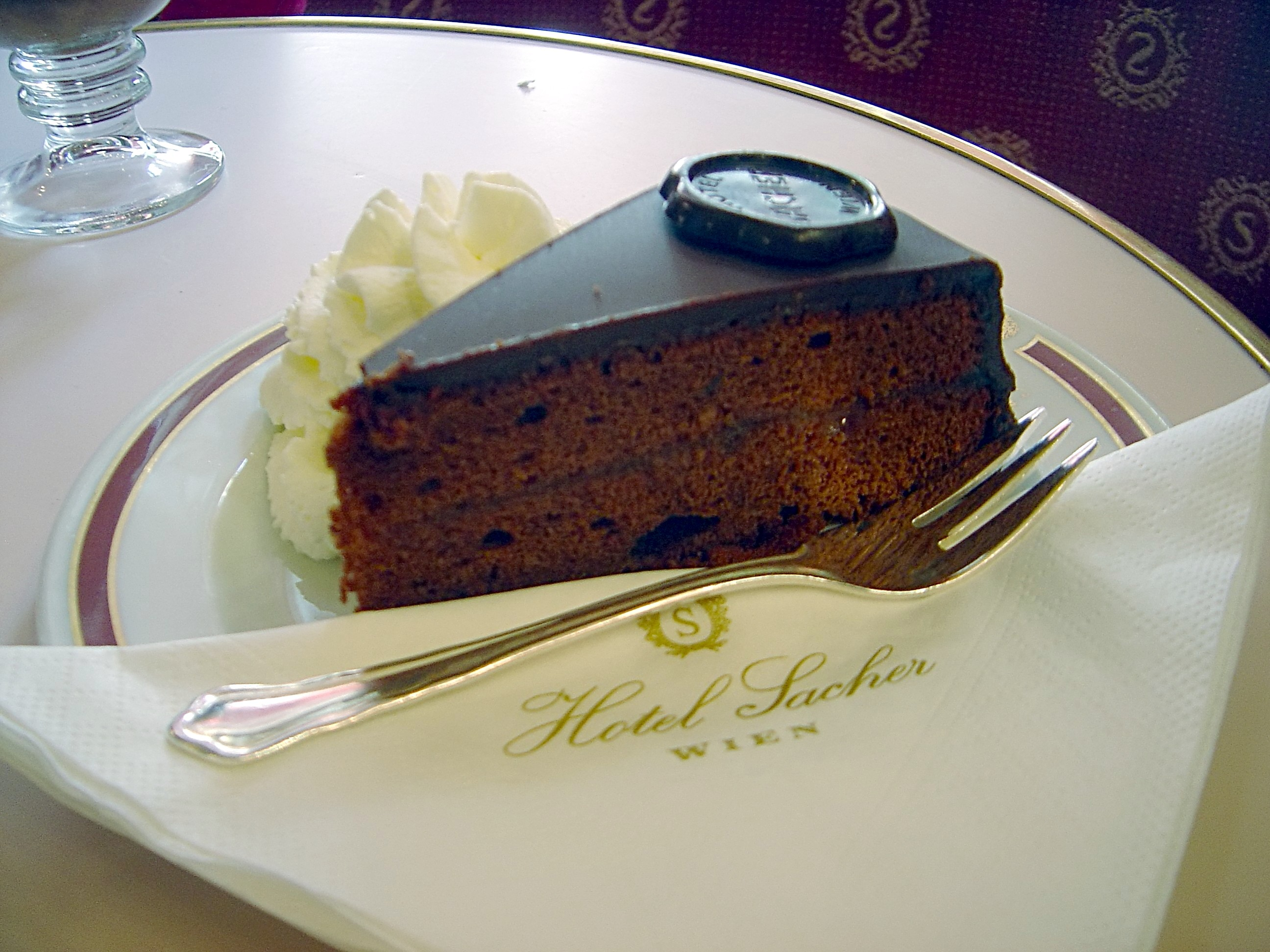
Tarta Sacher en un hotel de Viena.

Viena ha sido la capital de Austria por más de mil años y se ha convertido en el centro cultural de la nación y ha desarrollado su propia cocina regional, y como tal, la cocina vienesa tiene la distinción de única de llevar el nombre de la ciudad.
Los variados ingredientes que son vendidos en el Naschmarkt puede dar la idea de una cultura ampliamente variada en gastronomía. En gran medida, los platos con carne constituyen un elemento típico de la cocina vienesa: el Wiener schnitzel es una ternera rebozada y frita, el
Tafelspitz es una carne hervida, el Beuschel es un ragout de ternera que contiene los pulmones y el corazón, y el Selchfleisch que es una carne ahumada con chucrut y albóndigas son típicos de la gastronomía de Viena.
En cuanto a los platillos dulces, estos incluyen el Apfelstrudel que es un pastel mil hojas relleno de manzanas, el Millirahmstrudel que es un strudel de leche y crema, el Kaiserschmarrn que es un panqueque rallado servido con compota de frutas, y la Tarta Sacher que es una torta de chocolate de dos capas con mermelada de albaricorque en el centro. Estos y muchos otros postres se ofrecen en uno de los muchos Konditorei de Viena, donde por lo general se come con café por la tarde.
Liptauer para untar o Powidl para esparcir o de base para las albóndigas también son muy populares.

### Café vienés

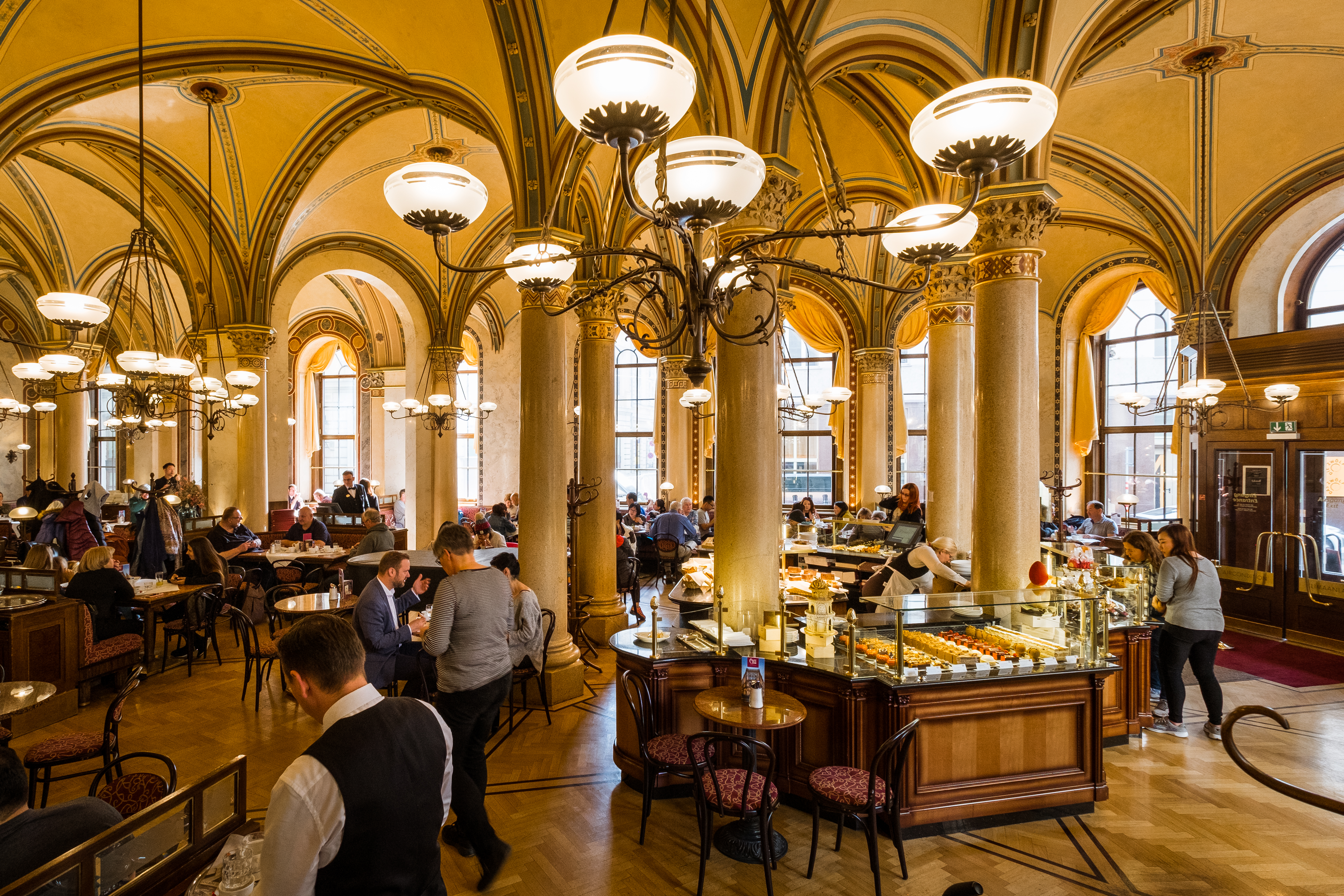
Café Central en Viena.

La cultura de los cafés occidentales se inició en Austria y continúa siendo un ícono de su cultura. Gran parte de la reputación lograda durante comienzos del siglo XIX dio lugar a que los escritores como Peter Altenberg, Karl Kraus, Hermann Broch y Friedrich Torberg decidieron utilizarlos como lugares de trabajo y socialización. El célebre escritor austríaco Altenberg, se rumorea que dio como dirección el "Wien 1, Café Central", ya que pasó mucho tiempo en dicho café. Artistas, pensadores y políticos radicales de la época, como Arthur Schnitzler, Stefan Zweig, Egon Schiele, Gustav Klimt, Adolf Loos, Theodor Herzl, e incluso León Trotski eran clientes habituales del café de la casa.

### Vino austríaco

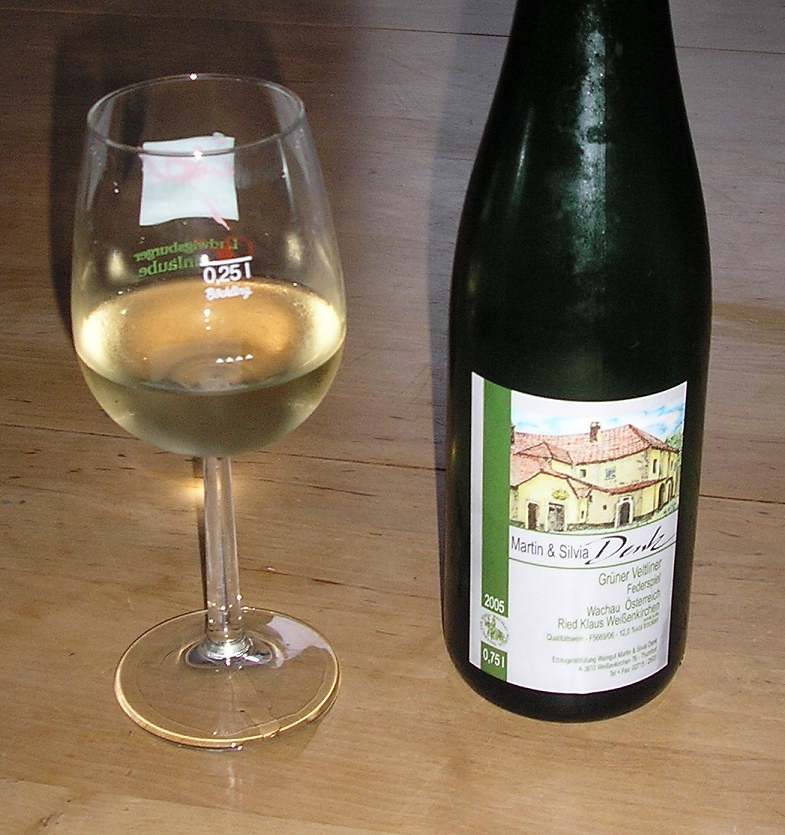
Vino austríaco elaborado con Grüner Veltliner.

Austria cuenta con una larga tradición vitivinícola, produciendo dos variedades: la blanca y la roja. Evidencia de vino se han hallado en urnas en el área de Zagersdorf en Burgenland datando la vitivinicultura en el año 500 a. C.
El país cuenta con más de 500 mil hectáreas de viñedos, casi todas en el suroeste y el este del mismo. Muchas de las casi 20 mil pequeños viñedos basan sus ganancias en la venta directa del vino. Debido a un decreto de la emperatriz María Teresa I de Austria de 1784, el vitivinicultor puede vender el vino en su propia casa y sin ningún tipo de licencia para ello.
El Grüner Veltliner es la variedad de uva predominante cultivada en Austria, y los vinos blancos secos elaborados con esta uva han ganado reconocimiento internacional.

## Deportes

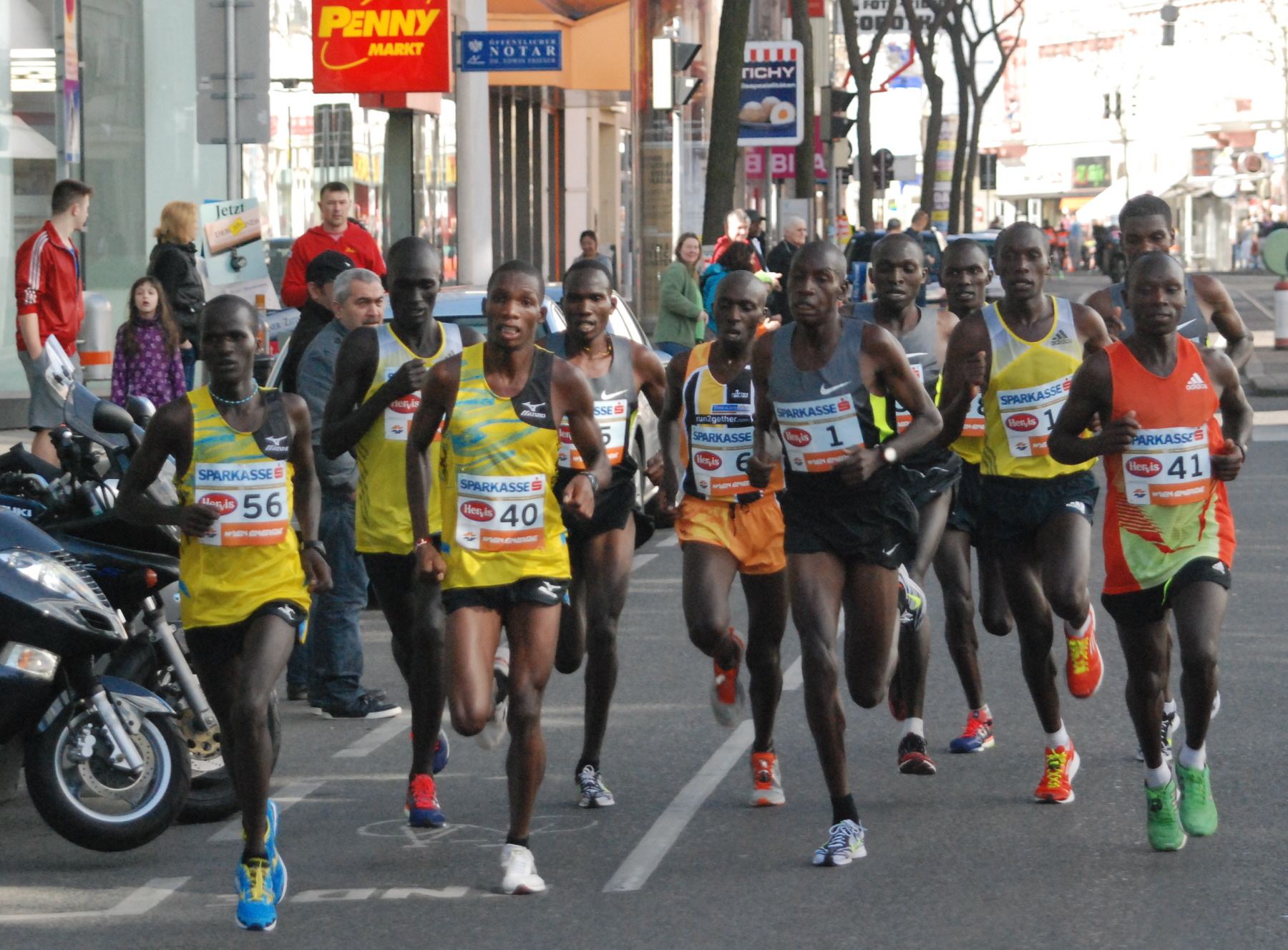
Maratón de la ciudad de Viena, 2013.

Los deportes comunes en Austria son el fútbol, el esquí y el hockey sobre hielo. Dado que Austria se extiende sobre los Alpes, es un lugar privilegiado para la práctica de esquí. Es el país líder en la Copa del Mundo de Esquí Alpino, ganando consistentemente mayor cantidad de puntos que los restantes países. Es también fuente de muchos otros deportes invernales, como el salto de esquí. El equipo de hockey sobre hielo austríaco es el número 13º del mundo.
Austria, en particular Viena, también posee una vieja tradición en el fútbol, pese a que a partir de la Segunda Guerra Mundial el país ha entrado en declive. El Campeonato Austríaco, que originalmente sólo se limitaba a Viena, ha sido celebrado desde 1912. La Copa de Austria se celebra desde 1913 y la Selección de Fútbol de Austria se ha clasificado en la Copa Mundial de Fútbol de la FIFA en siete ocasiones, pero no calificaron para el Campeonato Europeo hasta 2008. El regente del fútbol en Austria es la Federación Austríaca de Fútbol.
El primer campeonato de ajedrez oficial, resultó campeón el austríaco Wilhelm Steinitz. Además Viena es conocida por la Escuela Española de Equitación, donde los expertos jinetes montan caballos en difíciles poses y en bailes.

## Festividades
La mayoría de los días festivos son festividades católicas, en consonancia con la tradición religiosa mayoritaria del país. 
Aun cuando la mayor parte de los festivos austríacos se definen por la Ley Federal de Trabajo (Arbeitsruhegesetz), algunos se deben a convenios colectivos, que están dotados de eficacia general.
El Domingo de Pascua y el Pentecostés, son regulados bajo las leyes dominicales.
| Fecha           | Nombre en castellano     | Nombre local        | Notas                                              |
| --------------- | ------------------------ | ------------------- | -------------------------------------------------- |
| 1 de enero      | Año nuevo                | Neujahr             |                                                    |
| 6 de enero      | Epifanía                 | Heilige Drei Könige |                                                    |
| Fecha móvil     | Domingo de Pascua        | Ostersonntag        | El Viernes Santo es festivo para los protestantes. |
| Fecha móvil     | Lunes de Pascua          | Ostermontag         |                                                    |
| 1 de mayo       | Día de fiesta del estado | Staatsfeiertag      | Día Internacional del Trabajo.                     |
| Fecha móvil     | Ascensión                | Christi Himmelfahrt | El primer jueves 40 días después de Pascua.        |
| Fecha móvil     | Pentecostés              | Pfingstsonntag      |                                                    |
| Fecha móvil     | Lunes de Pentecostés     | Pfingstmontag       |                                                    |
| Fecha móvil     | Corpus Christi           | Fronleichnam        | El primer jueves 11 días después de Pentecostés.   |
| 15 de agosto    | Asunción de María        | Mariä Himmelfahrt   |                                                    |
| 26 de octubre   | Día Nacional             | Nationalfeiertag    |                                                    |
| 1 de noviembre  | Día de Todos Los Santos  | Allerheiligen       |                                                    |
| 8 de diciembre  | Inmaculada Concepción    | Mariae Empfängnis   |                                                    |
| 24 de diciembre | Nochebuena               | Weihnachten         |                                                    |
| 25 de diciembre | Navidad                  | Christtag           |                                                    |